# Pot-pourri

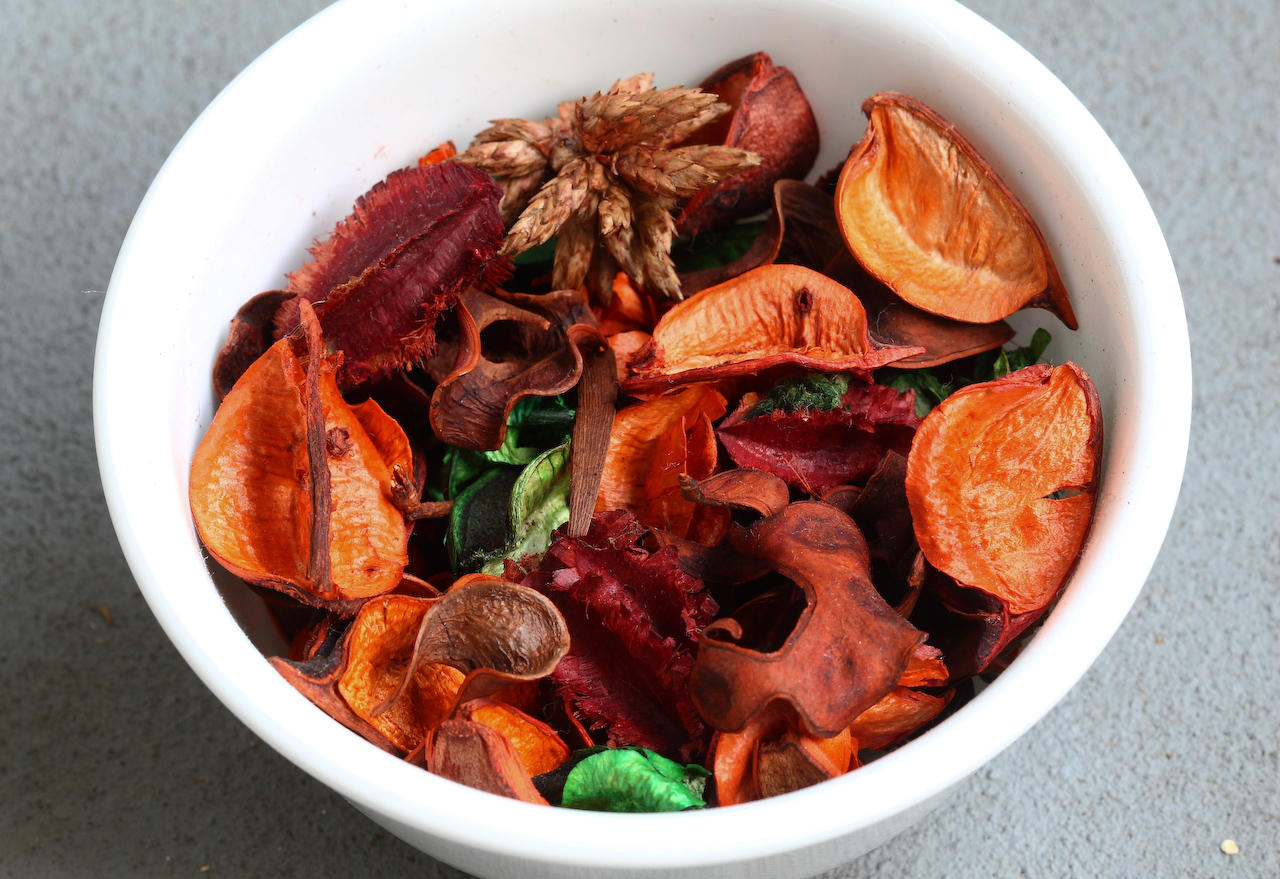
Egy pot-pourri

A pot-pourri szárított növényi anyagokból álló keverék. Manapság általában mutatós fatálakban helyezik el, vagy kis szövetzsákokba töltik. A francia eredetű pot-pourri szó (ejtsd: po puri) eredetileg ’korhadó fazekat’ jelent.

## A hagyományos pot-pourri elkészítése
A 17. század elején szokás volt Franciaországban, hogy egészen kora tavasztól a friss gyógynövényeket és virágokat rendszeresen begyűjtötték. Ezután megvárták, hogy az így összegyűjtött növények egy-két nap alatt megpuhuljanak. Ezt követően egy nagyobb edénybe helyezték őket, és a további rothadást megelőzendő, az egészet beszórták durva tengeri sóval.
Ez a műveletet egészen a nyár végéig ismételték, újabb és újabb rétegekkel, növényekkel, és illatokkal gazdagítva az edény tartalmát. Időnként megkeverték a korábban elhelyezett rétegeket is, de még így is gyakran megerjedt a keverék a nyár végére.
Az ősz folyamán különböző fűszereket adtak ehhez a nem túl esztétikus szürke egyveleghez, egészen addig, míg egy kellemes illatot nem sikerült elérniük. Ezután az illat megőrzéséért felelő  anyagokat adtak hozzá. Ezt a célt szolgálhatja pl. a flórenci nőszirom gyökere.
Az így elkészült pot-pourrit azután speciálisan erre a célra szolgáló, légáteresztő fedővel lezárt edényekben helyezték el a szobákban.
A pot-pourri elkészítéséhez hagyományosan az alábbi növényeket használták fel:
- szegfűbors
- cédrusfa forgácsa (ismert a molytaszító tulajdonságáról)
- fahéjkéreg és kassziakéreg (fahéj illata kevésbé erőteljes)
- szegfűszeg
- ciprusfa forgácsa (szintén kiváló molytaszító)
- édeskömény
- tömjén
- jázminvirágok és jázminolaj
- zsidótövisbogyó virágai és rügyei
- borókabogyó forgácsa (molytaszító hatással bír)
- a levendula levelei, virágai
- a citromfű levelei és virágai
- citromhéj
- a majoránna levelei és virágai
- a kerti rezeda levelei és virágai
- a menta levelei és virágai
- üröm (mérgező, pézsmaillatú és szintén molytaszító hatású)
- narancshéj
- pinyon fenyőfa forgácsa és tobozai (a magvai ehetőek,de a fa kérge mérgező)
- rózsaszirom, csipkebogyó vagy rózsaolaj
- a rozmaring levelei és virágai

## A modern pot-pourrik
Manapság már nem bajlódnak házilag a pot-pourri elkészítésével, hiszen kapható a boltokban.
Sok modern pot-pourri tartalmaz dekoratív kinézetű szárított növényi részeket (akár festetteket is), amelyek nem feltétlenül illatoznak. Éppen ezért használnak az elkészítésükhöz sok esetben erős, szintetikus parfümöket is, így gyakran adódik úgy, hogy a pot-pourriban található növények eredeti illata közel sincs ennek a változatnak az illatával.
Néha, részben esztétikai okokból, részben tömegnövelés céljából, nem növényi összetevőket is hozzátesznek a pot-pourrihoz.
Annak ellenére, hogy parfümöket is használnak a pot-pourrik gyártása során, az illatfixáló adalékoknak köszönhetően sokáig megőrzik kellemes illatukat.
A pot-pourriban felhasználható fajok száma nagy. A kutatók a gombákat és a zuzmókat is beleértve 95 növénycsalád 300 faját találták erre alkalmasnak, néhány összetevőről azonban megállapították, hogy mérgező is lehet (pl. sztrichnint tartalmazhat).
A modern pot-pourri vázákat a kerámiaipar külön erre a célra készíti.

## A pot-pourri probléma
A pot-pourri szót manapság sajnos gyakran nem az eredeti jelentésében használják. Pot-pourri néven árulják a legális szintetikus kannabinoidokat tartalmazó, kábító hatású növényi törmelékeket is. Legelőször a Spice nevezetű jelent meg Európában, elszívva hatása a marihuánáéra hasonlít, egyesek szerint még erősebb is. Sokáig nem tudták, mi is ez pontosan, majd egy frankfurti laboratórium állapította meg, hogy a JWH-018 fantázianevű szintetikus drogot tartalmazza. Azóta sok új szer jelent meg a piacon, köztük a JWH-122, WIN-048, AM-2201. Ezeket a szereket több tucat márkanéven árulják, hatásukban csak kis mértékben térnek el, és bár boltban nem lehet forgalmazni, interneten gond nélkül megrendelhető.